# Lectures on Government and Binding
Lectures on Government and Binding: The Pisa Lectures (LGB) é um livro do linguista estadunidense Noam Chomsky, publicado em 1981. Agrupa as palestras conferidas pelo autor na GLOW e num workshop realizado na Escola Normal Superior de Pisa, na Itália, em 1979. Neste livro, Chomsky apresenta a teoria da regência e da ligação, que teve grande influência na pesquisa sintática no início dos anos 1980, especialmente entre os linguistas que trabalhavam com a estrutura da gramática transformacional.
Em LGB, Chomsky levanta a seguinte hipótese: a gramática universal (GU) é o conjunto essencial de universais linguísticos com os quais todas as crianças nascem. A GU contém uma série de "princípios" fixos que são verdadeiros para todos as línguas e de "parâmetros" flexíveis, que devem ser corrigidos pela experiência. À medida que a criança ganha experiência linguística, seu cérebro usa a evidência linguística limitada à sua disposição para fixar os parâmetros da GU e dar origem, de uma maneira não indutiva, à gramática central da primeira língua.